# NGC 4502
NGC 4502 este o galaxie spirală situată în constelația Părul Berenicei. A fost descoperită în 21 martie 1784 de către William Herschel. Se află la o distanță de 33,73 de megaparseci de Pământ.